# 有馬口ジャンクション
有馬口ジャンクション（ありまぐちジャンクション）は、兵庫県神戸市北区の阪神高速道路7号北神戸線と同線の北延伸線が分岐するジャンクションである。

## 道路
- 阪神高速7号北神戸線
- 阪神高速7号北神戸線北延伸線

## 隣
阪神高速7号北神戸線
(7-11)からと東出入口 - 有馬口JCT - (7-12)有馬口出入口
阪神高速7号北神戸線北延伸線
有馬口JCT - (7-17)五社出入口 - (7-18)柳谷JCT